# Alfa Romeo 33
Alfa Romeo 33 je automobil talijanskog proizvođača marke Alfa Romeo i proizvodio se od 1983. do 1995. godine. Proizvedeno je oko 1 milijun primjeraka.
11 godina, koliko se proizvodila Alfa Romeo 33, proizvedena je u 2 serije i 1 redizajn. U obe serije se koristio 5-stupanjski mjenjač.  
Kraj prozvodnje je bio 1994. i zamijenjen je s Alfa Romeo 145 i 146, koji je koristio također Boxer motore, ali je baziran na platformi Fiat Tipa.

## Prva serija (1983–1986)
Proizvodio se u dvije verzije, kompakt i karavan (zvana Giardinetta, a kasnije Sportwagon) s 5 vrata. Koristio je benzinske Boxer motore s petostepenim mjenjačem. 
Motor je bio postavljen uzdužno, a snaga se prenosila na prednje ili sva četiri kotača.
Kompakt je dizajnirao Ermanno Cressoni, a karavan Pininfarina. 33-ca je bila poznata po svojim Boxer snažnim motorima, ali je postala jednako tako poznata i po svojoj nepouzdanoj elektronici i hrđanju (česta boljka talijanskih automobilima u to vrijeme). Imao je koeficijent otpora 0,36.  
Na lansiranju su bila dostupna dva modela, 1.3 i 1.5 Quadrifoglio Oro. Oba motora bila su SOHC Boxeri s dvogrlnim karburatorom, prebačenim iz Alfa Romeo Alfasud-a zajedno sa svojim 5-stupanjskim mjenjačem. Za razliku od Alfasuda, peti stupanj prijenosa ponašao se poput pretjeranog stupnja prijenosa, a najveća brzina postignuta je u četvrtom.  
Luksuzni 1.5 Quadrifoglio Oro (Gold Cloverleaf u Velikoj Britaniji) karakterističan sa srebrnom prednjom rešetkom, bojom u dvije nijanse (gornji dio metalik boja odvojena smeđom trakom od tamno smeđeg donjeg dijela i branika) i prozirnim prednjim žmigavcima; interijer od Texalfa umjetne bež kože i platna, drveni volan i ručica mjenjača. Standardna oprema uključuje brončano tonirano staklo, brisače prednjih svjetala, retrovizor suvozača i putno računalo.
Model s pogonom na sva četiri kotača, 33 1.5 4x4, predstavljena je na salonu automobila u Frankfurtu 1983. godine i puštena u prodaju u prosincu iste godine. Sastavio ga je Pininfarina u Grugliascu u Torinu. Pogon na prednje kotače i na sva četiri kotača moglo se ručno uključiti pri bilo kojoj brzini, putem ručke ispred ručice mjenjača. Poput Quadrifoglio Oro, 4x4 je bio također karakterističan po boji u dvije nijanse, metalik crvena ili srebrna, odvojena od crnog donjeg dijela dvostrukom bijelom trakom; prednja maska je bila u boji auta.
| Model    | Godina  | Tip motora | Obujam           | Sustav goriva          | Snaga                        | Okretni moment       |
| -------- | ------- | ---------- | ---------------- | ---------------------- | ---------------------------- | -------------------- |
| 1.2      |         | flat-4     | 1,2 L (1.186 cc) | Jedno grlni karburator | 50 kW (67 KS) pri 6000 okr.  | 92 Nm pri 3200 okr.  |
| 1.3      | 1983–86 | flat-4     | 1,4 L (1.351 cc) | Dupli karburator       | 58 kW (79 KS) pri 6000 okr.  | 113 Nm pri 3500 okr. |
| 1.3 S    | 1984–86 | flat-4     | 1,4 L (1.351 cc) | 2 dupla karburatora    | 63 kW (86 KS) pri 5800 okr.  | 121 Nm pri 4000 okr. |
| 1.5      | 1983–85 | flat-4     | 1,5 L (1.490 cc) | Dupli karburator       | 62 kW (84 KS) pri 5800 okr.  | 123 Nm pri 3500 okr. |
| 1.5      | 1984–86 | flat-4     | 1,5 L (1.490 cc) | 2 dupla karburatora    | 70 kW (95 KS) pri 5750 okr.  | 133 Nm pri 4000 okr. |
| 1.5 (QV) | 1984–86 | flat-4     | 1,5 L (1.490 cc) | 2 dupla karburatora    | 77 kW (105 KS) pri 6000 okr. | 133 Nm pri 4000 okr. |

## Prva serija redizajn (1986–1989)
U jesen 1986. stiže blagi i jedini redizajn. Vanjske izmjene su uključivale prozirne umjesto narančastih žmigavaca, nove ratkape i aluminijske felge, pragovi kod svih modela i novija prednja maska; ukinute su boje u dvije nijanse. Što se tiče unutrašnjosti, redizajnirana je cijela kontrolna ploča i upravljač. Modeli 1.5 su imale motor od 105 KS od 1.5 QV (koji je ukinut); razina opreme TI (Turismo Interazionale, International Touring) bila je ekskluzivna za 1.5 kompakt s prednjim pogonom. Izmjene su napravljene na ovjesu, kočnicama i mjenjaču s omjerom bližeg razmaka.
Model 1.7 s 2 dvogrla karburatora, koji razvija snagu od 118 KS predstavljen je kao 1.7 Quadrifoglio Verde, koji je zapravo zamijenio 1.5 QV. Motor 1.7 razvijen je od modela 1.5 povećanjem provrta i hoda; koristio je nove glave cilindra, uključujući hidraulične podizače ventila. zbog veće snage, novi QV opremljen je ventilacijskim prednjim kočionim diskovima. 1.7 QV izgledao je slično prijašnjoj verziji, ali više nije imao sivu crtu po sredini karoserije. Dobio je nove aluminijske felge, deflektore vjetra na prednjim bočnim staklima, izraženije bočne pragove i stražnji spojler u boji karoserije; u unutrašnjosti se nalazio volan presvučen kožom, crveni tepisi i sportska sjedala s naslonom od umjetne kože presvučena sivom/crnom/crvenom kockastom tkaninom.
Prvi redizajn dobiva dizelski 1.8 TD motor s tri cilindra. Isporučio ih je VM Motori kao i sve dizele ugrađene u putničke automobile Alfa Romeo u to doba. Redni trocilindraš je odabran jer veći motor ne bi stao u karoseriju u koju su stavljani relativno kratki Boxer motor. Balansna vratila su ugrađivana za smanjenje vibracija dizel motora. Bio je opremljen KKK turbom, ali bez intercooler-a i proizvodio je snagu od 72 KS.
Tijekom 1986. godine kompakt je dolazio u varijantama: 1.3, 1.3 S, 1.5 TI, 1.5 4x4, 1.7 Quadrifoglio Verde and 1.8 TD, a Giardinetta u verzijama 1.5, 1.5 4x4 and 1,8 TD.
Tijekom 1988. godine stižu i zadna ažuriranja ovog redizajna prije druge serije. U travnju je Giardinetta nazvana Sport Wagon i postala je dostupna u varijantama 1.3 S, 1.5 4x4, 1.7 Quadrifoglio Verde i 1.8 TD.
Prva 33-ca s ubrizgavanjem goriva dolazi u srpnju iste godine s motorom 1.7 IE. Bio je to 1.7 QV Boxer, opremljen Bosch-evim 3.1 LE Jetronic elektroničkim ubrizgavanjem goriva i elektroničkim paljenjem; razvio je snagu od 110 KS, nešto manje od verzije s karburatorom. U nekim se zemljama također prodavao u varijanti opremljenoj katalitičkim pretvaračem (katalizatorom). 1.7 IE razlikovali su se od ostalih modela po QV bočnim pragovima, sivo obojenim branicima. Istodobno su svi modeli dobili neke kozmetičke pomake: gornja šipka rešetke sada je u boji karoserije, na osnovnim modelima bilo je presvlaka od platnene tkanine Glen, a QV imao je crvene cjevovode preko prednjeg kraja, gdje su se branik i rešetka spajali.
| Model            | Godina           | Tip motora       | Obujam           | Sustav goriva                       | Snaga                        | Okretni moment       |
| Benzinski motori | Benzinski motori | Benzinski motori | Benzinski motori | Benzinski motori                    | Benzinski motori             | Benzinski motori     |
| ---------------- | ---------------- | ---------------- | ---------------- | ----------------------------------- | ---------------------------- | -------------------- |
| 1.3              | 1986–90          | flat-4           | 1.351 cc         | Dupli karburator                    | 58 kW (79 KS) pri 6000 okr.  | 111 Nm pri 3500 okr. |
| 1.3 S            | 1986–90          | flat-4           | 1.351 cc         | 2 dupla karburatora                 | 63 kW (86 KS) pri 5800 okr.  | 119 Nm pri 4000 okr. |
| 1.5              | 1986–90          | flat-4           | 1.490 cc         | 2 dupla karburatora                 | 77 kW (105 KS) pri 5800 okr. | 133 Nm pri 4000 okr. |
| 1.7 IE cat       | 1988–90          | flat-4           | 1.712 cc         | 3.1 LE Jetronic EFI                 | 77 kW (105 KS) pri 5500 okr. | 149 Nm pri 4500 okr. |
| 1.7 IE           | 1988–90          | flat-4           | 1.712 cc         | 3.1 LE Jetronic EFI                 | 81 kW (110 KS) pri 5800 okr. | 151 Nm pri 4500 okr. |
| 1.7              | 1986–90          | flat-4           | 1.712 cc         | 2 dupla karburatora                 | 87 kW (118 KS) pri 5800 okr. | 152 Nm pri 3500 okr. |
| Dizel motor      |                  |                  |                  |                                     |                              |                      |
| 1.8 TD           | 1986–90          | I3               | 1.779 cc         | pumpa za ubrizgavanje, KKK 14 turbo | 53 kW (72 KS) pri 4000 okr.  | 153 Nm pri 2400 okr. |

## Druga serija  (1990–1995)
Druga serija 33-ce je donijela veliku promjenu prednjeg i zadnjeg dijela auta. Nema više problema s hrđom kao raniji modeli. jer je karoserija pocinčana što je Alfa Romeo predstavila s modelom 164.
Predstavljena nova verzija s pogonom na sva četiri kotača pod nazivom Permanent 4, koja se od 1992. godine preimenovana u Q4.
Karavan je izmijenjen malo nakon kompakta. Dobio je nova, tamnija stražnja svjetla i zakrivljeniji stražnji branik. Karavan se prodavao kao "Sport Wagon" na većini tržišta (više ne kao "Giardinetta"), uključujući i Italiju.
1.7 motori su nadograđeni na verziju sa 16 ventila, te razvija 95-101 kW.
Dizelski motor dobiva intercooler i pojačan je na 84 KS.
| Model            | Tip motora       | Obujam           | Sustav goriva                                              | Snaga                                | Okretni moment           |
| Benzinski motori | Benzinski motori | Benzinski motori | Benzinski motori                                           | Benzinski motori                     | Benzinski motori         |
| ---------------- | ---------------- | ---------------- | ---------------------------------------------------------- | ------------------------------------ | ------------------------ |
| 1.2              | flat-4           | 1.186 cc         | 2 dupla karburatora                                        | 57 kW (77 KS) pri 6000 okr.          | 95 Nm pri 4500 okr.      |
| 1.3              | flat-4           | 1.351 cc         | dva dupla Weber karburatora                                | 63-66 kW (86-90 KS) pri 6000 okr.    | 119-122 Nm pri 4500 okr. |
| 1.3 IE           | flat-4           | 1.351 cc         | Marelli IAW, na nekim tržištima Bosch Jetronic do 04.1992. | 64-66 kW (87-90 KS) pri 6000 okr.    | 109 Nm pri 4500 okr.     |
| 1.5              | flat-4           | 1.490 cc         | dva dupla DRLA40 karburatora                               | 77 kW (105 KS)                       |                          |
| 1.5 IE           | flat-4           | 1.490 cc         | Bosch L3-1 Jetronic                                        | 77 kW (105 KS) pri 6000 okr.         | 126 Nm pri 4500 okr.     |
| 1.5 IE cat       | flat-4           | 1.490 cc         | Bosch LE3 Jetronic do 04.1992., nakon Bosch Motronic MP3.1 | 70 kW (95 KS) pri 6000 okr.          | 125 Nm pri 4500 okr.     |
| 1.7 IE           | flat-4           | 1.712 cc         | Bosch LE3 Jetronic do 04.1992., nakon Bosch Motronic MP3.1 | 81 kW (110 KS) pri 5800 okr.         | 153 Nm pri 4500 okr.     |
| 1.7 IE cat       | flat-4           | 1.712 cc         | Bosch LE3 Jetronic do 04.1992., nakon Bosch Motronic MP3.1 | 79 kW (107 KS) pri 5800 okr.         | 149 Nm pri 4500 okr.     |
| 1.7 IE 16V       | flat-4           | 1.712 cc         | Bosch Motronic ML4.1                                       | 98-101 kW (133-137 KS) pri 6500 okr. | 157-161 Nm pri 4600 okr. |
| 1.7 IE 16V cat   | flat-4           | 1.712 cc         | Bosch Motronic ML4.1                                       | 95-97 kW (129-132 KS) pri 6500 okr.  | 151-155 pri 4600 okr.    |
| Dizel motor      |                  |                  |                                                            |                                      |                          |
| 1.8 TD i         | straight-3       | 1.779 cc         | turbo i intercooler (VM HRT 392)                           | 62 kW (84 KS) pri 4200 okr.          | 178 Nm pri 2400 okr.     |

## Galerija
- 1986 Alfa Romeo 33 QV (prva serija)
- 1988 Alfa Romeo 33 1.7i (prva serija, redizajn)
- 1990 Alfa Romeo 33 (druga serija)